# Хрисавгис, Иоанн
Иоа́нн Хрисавги́с (греч. Ιωάννης Χρυσαυγής, англ. John Chryssavgis; 1 апреля 1958, Аделаида, Австралия) — австралийский и американский православный диакон и богослов греческого происхождения. Клирик Греческой православной архиепископии Америки. Советник Патриарха Константинопольского Варфоломея по вопросам окружающей среды. В январе 2012 года он получил титул «архидиакона Вселенского Престола» от Патриарха Варфоломея. В 2016 году он был удостоен почётной докторской степени Свято-Владимирской духовной семинарии. В 2020 году он был избран почётным профессором богословия в Сиднейском колледже теологии.
Автор нескольких книг и значительного количества статей в международных журналах и энциклопедиях в области религии и экологии, социальной справедливости и мира.

## Биография
Родился в Австралии 1 апреля 1958 года в Аделаиде, Австралия.
В 1975 году он окончил Шотландский колледж в Сиднее, а в 1980 году получил степень по теологии в Афинском университете. В 1979 году он получил диплом по византийской музыке в Афинской консерватории, а в 1982 году получил научную стипендию в Свято-Владимирской духовной семинарии. В 1983 году он закончил докторантуру по патристике в Оксфордском университете.
Читал святоотеческое богословие в Оксфорде. Его работа и творчество были сосредоточены на средневековом богословии, а также на истории Восточной Церкви. Его учение охватывало широкий спектр тем, таких как теологические, политические и социальные события, средневековая церковная история, в том числе культурные и религиозные отношения и напряжённость между Востоком и Западом. Его интересы охватывали области духовности, экологии и литургии. Его исследования специализировались на аскетической мысли и практике ранней Церкви, особенно от традиции пустынников Египта (IV век), Палестины (V-VI века) и Синая (VII век).
После нескольких месяцев жизни на горе Афон он работал с предстоятелем Греческой православной церкви в Австралии (1984—1994) и был соучредителем Православного богословского колледжа Святого Андрея в Сиднее, где он был заместителем декана, членом Административного совета и академического комитета; преподавал церковную историю, патристику и православная духовность (1986—1995). Он также преподавал в Школе теологии (1986—1990) и Школе изучения религии (1990—1995) в Сиднейском университете.
В 1995 году он переехал в Бостон, где был назначен профессором теологии в Богословской школе Святого Креста и руководил Программой изучения религии в Греческом колледже до 2002 года. В 2001 году он создал в той же школе Управление по охране окружающей среды. Он также преподавал в качестве профессора патристики в Баламандского университета в Ливане. Кроме того, с 1997 года он был членом Постоянного комитета по литургическим переводами. Будучи частым гостем в Стамбуле, живёт в штате Мэн, США.
С 11 по 16 октября 2015 года секретарь Пятого Предсоборного Совещания в Шамбези. В январе 2016 года — сотрудник секретариата Собрания Предстоятелей Поместных Православных Церквей в Шамбези. Собрания.

## Публикации
- Persons and Events: Historical Moments in the Development of Orthodox Christianity, Archdiocese of Australia, Sydney, 1985. [Out of print]
- Fire and Light: Aspects of the Eastern Orthodox Tradition (Light and Life Publications, Minneapolis MN, 1987).[5] [Out of print]
- Ascent to Heaven: The Theology of the Human Person According to Saint John of the Ladder (Holy Cross Press, Boston MA, 1989) [Out of print].[6]
- The World My Church (with Sophie Chryssavgis), David Lovell Publishing, Melbourne, 1990. Reprinted with changes by Holy Cross Press, Boston MA, 1998. Five printings to date.
- The Desert is Alive: Dimensions of Australian Spirituality, Joint Board of Christian Education, Melbourne, 1990. Second Printing 1993. [Out of print]
- Repentance and Confession, Holy Cross Press, Boston MA, 1990. Second Printing 1996. Third printing 1998.
- Love, Sexuality, and Marriage, Holy Cross Press, Boston MA, 1996. Second printing 1998.
- The Way of the Fathers: Exploring the Mind of the Church Fathers, Analecta Vlatadon, Thessalonika, 1998. [Out of print]
- Beyond the Shattered Image: Insights into an Orthodox Ecological World View, Light and Life Books, Minneapolis MN, 1999. [Out of print]
- Soul Mending: The Art of Spiritual Direction, Holy Cross Press, Boston MA, 2000. Second printing 2002.
- In the Footsteps of Christ: the ascetic teaching of Abba Isaiah of Scetis, SLG Press, Oxford UK, 2001. [With P.R.Penkett]
- The Body of Christ: A Place of Welcome for People with Disabilities, Light and Life, Minneapolis MN, 2002. Subsequently published by the Greek Orthodox Archdiocese of America: New York NY, 2017.
- Abba Isaiah of Scetis: The Ascetic Discourses, Cistercian Publications, Kalamazoo MI, 2002. [With P.R.Penkett]
- In the Heart of the Desert: The Spirituality of the Desert Fathers and Mothers, World Wisdom Books, Bloomington IN, 2003. 2nd revised edition 2008. Also translated into Italian: Bose Publications, Italy 2004. Also translated into Romanian: Sophia Editions, Bucharest, 2004.
- Cosmic Grace, Humble Prayer: Ecological Vision of Ecumenical Patriarch Bartholomew, Eerdmans Books, Grand Rapids MI, 2003. Revised and updated, 2009. [Out of print]
- Letters from the Desert: A Selection of the Spiritual Correspondence of Barsanuphius and John, St. Vladimir’s Seminary Press, New York NY, 2003.
- The Way of Tears: A Spirituality of Imperfection, In Greek: Akritas Publications, Athens, 2003.
- The Way of the Fathers: Exploring the Mind of the Church Fathers, Light and Life Books, Minneapolis MN, 2003
- Light through Darkness: Insights into Orthodox Spirituality, Orbis Press: Maryknoll; and Darton Longman and Todd: London, 2004
- John Climacus: from the Egyptian desert to the Sinaite mountain, Ashgate, London, 2004.
- The Reflections of Abba Zosimas: Monk of the Palestinian Desert, SLG Press: Oxford, 2004. Reprinted 2006.
- The Ecumenical Patriarchate: a historical guide, Ecumenical Patriarchate Publications, Constantinople, 2005. 2nd revised edition, 2007. [Out of print]
- The Correspondence of Barsanuphius and John, with translation, introduction, notes and complete indices (scriptural, patristic, subject and names). For Catholic University Press, Washington DC, 2 volumes, 2006 and 2007.
- In the World, Yet Not of the World: Social and Global Initiatives of Ecumenical Patriarch Bartholomew, Fordham University Press, New York, 2009.
- Speaking the Truth in Love: Theological and Spiritual Exhortations of Ecumenical Patriarch Bartholomew, Fordham University Press, New York, 2010.
- In the Footsteps of St. Paul: An Academic Symposium, Holy Cross Press, Boston MA, 2011. [With Archbishop Demetrios Trakatellis of America]
- On Earth as in Heaven: Ecological Vision and Initiatives of Ecumenical Patriarch Bartholomew, Fordham University Press, New York, 2012.
- Remembering and Reclaiming Diakonia: The Diaconate Yesterday and Today (Brookline, MA: Holy Cross Orthodox Press, 2009)
- The Patriarch of Solidarity: ecological and global concerns of Ecumenical Patriarch Bartholomew, In Greek and English: Istos Books, Istanbul, 2013.
- Toward an Ecology of Transfiguration: Orthodox Christian Perspectives on Environment, Nature, and Creation, Fordham University Press, New York, 2013. [With Bruce Foltz]
- Dialogue of Love: Breaking the Silence of Centuries, Fordham University Press, 2014.
- The Ecumenical Patriarchate Today: Sacred Greek Orthodox Sites of Istanbul, London Editions: Istanbul, 2014.
- Three Perspectives on the Sacred: The Augustana Distinguished Lectures, Chester Ronning Center, Camrose Alberta, 2015.
- Saint Anthony the Great, with Marilyn Rouvelas [Illustrated by Isabelle Brent], Wisdom Tales, Bloomington IN, 2015.
- Primacy in the Church: The Office of Primacy and the Authority of Councils, St. Vladimir’s Press, Yonkers NY, 2016 [2 volumes].
- Toward the Holy and Great Council: Retrieving a Culture of Conciliarity and Communion, Faith Matters Series, no. 1: Greek Orthodox Archdiocese of America, New York NY, 2016.
- Translation of Anastasios Yannoulatos, In Africa: Orthodox Witness and Service, Holy Cross Orthodox Press, Brookline MA, 2015 (449 pages).
- Bartholomew: Apostle and Visionary, Harper Collins, New York NY, 2016. Greek translation: Athens Books, Athens, 2017. French translation: Cerf, Paris, 2017.
- Translation of Anastasios Yannoulatos, In Albania: Cross and Resurrection, St. Vladimir’s Seminary Press, Yonkers NY, 2016. (378 pages).
- Theology as Doxology and Dialogue: The Essential Writings of Nikos Nissiotis, with Nikolaos Asproulis (eds), Fortress Academic, Lanham MD, 2019.
- Creation as Sacrament: Reflections on Ecology and Spirituality, Bloomsbury/T&T Clark, London, 2019.